# Kaneyama, Fukushima
Kaneyama (金山町 Kaneyama-machi) là thị trấn thuộc huyện Ōnuma, tỉnh Fukushima, Nhật Bản. Tính đến ngày 1 tháng 10 năm 2020, dân số ước tính thị trấn là 1.862 người và mật độ dân số là 6,3 người/km2. Tổng diện tích thị trấn là 293,9 km2.

## Địa lý

### Đô thị lân cận
- Fukushima
  - Mishima
  - Shōwa
  - Tadami
  - Nishiaizu
  - Yanaizu
- Niigata
  - Aga

### Khí hậu
| Dữ liệu khí hậu của Kaneyama, Fukushima | Dữ liệu khí hậu của Kaneyama, Fukushima | Dữ liệu khí hậu của Kaneyama, Fukushima | Dữ liệu khí hậu của Kaneyama, Fukushima | Dữ liệu khí hậu của Kaneyama, Fukushima | Dữ liệu khí hậu của Kaneyama, Fukushima | Dữ liệu khí hậu của Kaneyama, Fukushima | Dữ liệu khí hậu của Kaneyama, Fukushima | Dữ liệu khí hậu của Kaneyama, Fukushima | Dữ liệu khí hậu của Kaneyama, Fukushima | Dữ liệu khí hậu của Kaneyama, Fukushima | Dữ liệu khí hậu của Kaneyama, Fukushima | Dữ liệu khí hậu của Kaneyama, Fukushima | Dữ liệu khí hậu của Kaneyama, Fukushima |
| Tháng                                   | 1                                       | 2                                       | 3                                       | 4                                       | 5                                       | 6                                       | 7                                       | 8                                       | 9                                       | 10                                      | 11                                      | 12                                      | Năm                                     |
| --------------------------------------- | --------------------------------------- | --------------------------------------- | --------------------------------------- | --------------------------------------- | --------------------------------------- | --------------------------------------- | --------------------------------------- | --------------------------------------- | --------------------------------------- | --------------------------------------- | --------------------------------------- | --------------------------------------- | --------------------------------------- |
| Cao kỉ lục °C (°F)                      | 12.7 (54.9)                             | 15.1 (59.2)                             | 19.4 (66.9)                             | 27.6 (81.7)                             | 32.5 (90.5)                             | 33.8 (92.8)                             | 35.1 (95.2)                             | 35.5 (95.9)                             | 34.4 (93.9)                             | 29.5 (85.1)                             | 22.2 (72.0)                             | 15.6 (60.1)                             | 35.5 (95.9)                             |
| Trung bình ngày tối đa °C (°F)          | 2.0 (35.6)                              | 3.1 (37.6)                              | 7.4 (45.3)                              | 14.4 (57.9)                             | 21.8 (71.2)                             | 24.8 (76.6)                             | 28.0 (82.4)                             | 29.5 (85.1)                             | 24.8 (76.6)                             | 18.3 (64.9)                             | 11.3 (52.3)                             | 4.7 (40.5)                              | 15.8 (60.5)                             |
| Trung bình ngày °C (°F)                 | −1.0 (30.2)                             | −0.8 (30.6)                             | 2.1 (35.8)                              | 7.3 (45.1)                              | 14.3 (57.7)                             | 18.5 (65.3)                             | 22.6 (72.7)                             | 23.6 (74.5)                             | 19.2 (66.6)                             | 12.9 (55.2)                             | 6.5 (43.7)                              | 1.3 (34.3)                              | 10.5 (51.0)                             |
| Tối thiểu trung bình ngày °C (°F)       | −3.4 (25.9)                             | −3.8 (25.2)                             | −1.6 (29.1)                             | 1.8 (35.2)                              | 8.0 (46.4)                              | 13.6 (56.5)                             | 18.9 (66.0)                             | 19.8 (67.6)                             | 15.7 (60.3)                             | 9.5 (49.1)                              | 3.4 (38.1)                              | −1.0 (30.2)                             | 6.7 (44.1)                              |
| Thấp kỉ lục °C (°F)                     | −12.2 (10.0)                            | −11.9 (10.6)                            | −9.7 (14.5)                             | −4.1 (24.6)                             | −0.2 (31.6)                             | 5.6 (42.1)                              | 10.9 (51.6)                             | 12.7 (54.9)                             | 8.2 (46.8)                              | 2.3 (36.1)                              | −2.6 (27.3)                             | −10.5 (13.1)                            | −12.2 (10.0)                            |
| Lượng Giáng thủy trung bình mm (inches) | 224.9 (8.85)                            | 137.1 (5.40)                            | 116.1 (4.57)                            | 98.0 (3.86)                             | 77.2 (3.04)                             | 127.4 (5.02)                            | 294.1 (11.58)                           | 182.7 (7.19)                            | 150.8 (5.94)                            | 142.0 (5.59)                            | 171.6 (6.76)                            | 248.5 (9.78)                            | 1.983,2 (78.08)                         |
| Lượng tuyết rơi trung bình cm (inches)  | 324 (128)                               | 242 (95)                                | 155 (61)                                | 48 (19)                                 | 0 (0)                                   | 0 (0)                                   | 0 (0)                                   | 0 (0)                                   | 0 (0)                                   | 0 (0)                                   | 7 (2.8)                                 | 203 (80)                                | 975 (384)                               |
| Số ngày mưa trung bình (≥ 1.0 mm)       | 23.6                                    | 17.4                                    | 17.0                                    | 12.8                                    | 10.3                                    | 11.8                                    | 15.9                                    | 13.1                                    | 11.8                                    | 13.2                                    | 17.4                                    | 21.9                                    | 186.2                                   |
| Số ngày tuyết rơi trung bình (≥ 3 cm)   | 24.6                                    | 20.0                                    | 16.9                                    | 7.7                                     | 0                                       | 0                                       | 0                                       | 0                                       | 0                                       | 0                                       | 0.6                                     | 12.8                                    | 82.6                                    |
| Số giờ nắng trung bình tháng            | 39.3                                    | 64.5                                    | 117.8                                   | 162.5                                   | 201.6                                   | 160.3                                   | 129.8                                   | 168.8                                   | 131.0                                   | 110.0                                   | 83.5                                    | 52.8                                    | 1.422,1                                 |
| Nguồn: Cục Khí tượng Nhật Bản           |                                         |                                         |                                         |                                         |                                         |                                         |                                         |                                         |                                         |                                         |                                         |                                         |                                         |

## Giao thông

### Đường sắt
JR East – Tuyến Tadami
- Aizu-Mizunuma - Aizu-Nakagawa - Aizu-Kawaguchi - Honna - Aizu-Kosugawa - Aizu-Yokota - Aizu-Ōshio

### Cao tốc/Xa lộ
- Quốc lộ 253
- Quốc lộ 400